# 索菲·希彻恩

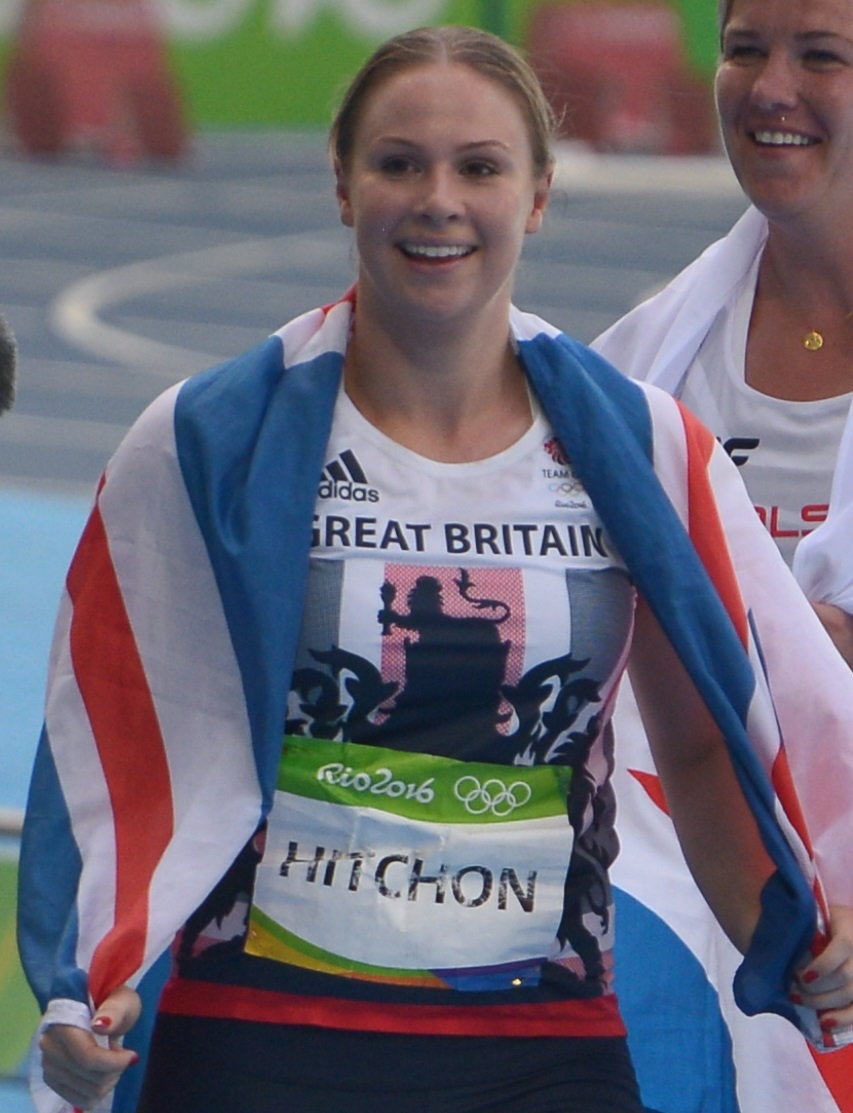
索菲·希彻恩

索菲·希彻恩（英語：Sophie Hitchon、1991年7月11日—）是一名英国女子链球运动员。她曾在2016年里约奥运会赢得一枚铜牌，这是英国在女子链球项目的第一枚奥运会奖牌。她也在2012年伦敦奥运会上进入链球决赛，同时也是2010年世界青年冠军、2013年欧洲U23冠军和2014年英联邦运动会铜牌得主。